# Naohiro Ishikawa
Naohiro Ishikawa (jap. 石川 直宏, Ishikawa Naohiro; * 12. Mai 1981 in Yokosuka, Präfektur Kanagawa) ist ein japanischer ehemaliger Fußballspieler.

## Karriere

### Verein
Naohiro Ishikawa erlernte das Fußballspielen bei den Yokohama F. Marinos in Yokohama. Hier unterschrieb er 2000 auch seinen ersten Profivertrag. Der Verein aus Yokohama spielte in der ersten Liga des Landes, der J1 League. 2000 wurde er mit dem Klub Vizemeister und gewann 2001 den J. League Cup. 2002 wechselte er zum FC Tokyo. Der Verein, der in der Präfektur Tokio beheimatet ist, spielte ebenfalls in der ersten Liga. Mit dem FC Tokyo gewann er 2004 und 2009 den J. League Cup. Ende 2010 musste er mit dem Klub in die zweite Liga absteigen. Im darauffolgenden Jahr stieg er als Meister der J2 direkt wieder in die erste Liga auf. Im Aufstiegsjahr gewann er mit Tokyo den Emperor’s Cup. Ende 2017 beendete er seine Karriere als Profifußballer.

### Nationalmannschaft
Naohiro Ishikawa spielte von 2003 bis 2012 sechsmal in der japanischen Nationalmannschaft.

## Erfolge und Auszeichnungen

### Erfolge
Yokohama F. Marino
- J1 League

Vizemeister: 2000
- J. League Cup

Sieger: 2001
FC Tokyo
- J. League Cup

Sieger: 2004, 2009
- Emperor’s Cup

Sieger: 2011
- J2 League

Meister: 2011  ▲

### Auszeichnungen
- Fair Play Award: 2003
- JOMO Allstar Game: 2004
- Elf des Jahres: 2009